# LZ 1
Le LZ 1 est un Zeppelin allemand construit en 1899. C'est le premier dirigeable rigide expérimental à passer le test d'envol avec succès. Il effectue son premier vol à partir d'un ponton flottant au-dessus du lac de Constance le 2 juillet 1900.
Les initiales LZ signifient Luftschiff Zeppelin, aérostat Zeppelin.

## Contexte
Depuis qu'il a quitté l'armée en 1890, Ferdinand von Zeppelin se consacre à la conception d'un grand aérostat à structure rigide. En 1899, il fonde la société Gesellschaft zur Förderung der Luftschifffahrt pour développer des dirigeables. L'entreprise a un capital souscrit de 800 000 marks, Zeppelin apporte 300 000 marks, le reste est apporté par divers industriels, dont 100 000 marks par le constructeur Carl Berg dont les ateliers fournissent la structure en aluminium de l'aérostat.
L'entreprise commence par construire un grand quai flottant capable d'accueillir le dirigeable. Von Zeppelin pense que pour des raisons de sécurité il est plus sûr de le faire atterrir au-dessus de l'eau, et aussi que le quai flottant amarré à une seule extrémité peut se déplacer pour être toujours face au vent.

## Conception et développement
La structure du LZ 1 est cylindrique, son ossature constituée de 16 cadres polygonaux transversaux haubanés et de 24 longerons est recouverte d'une enveloppe en toile de coton lisse. L'intérieur comprend une rangée de 17 cellules de gaz en coton caoutchouté. Le bâtiment est dirigé par des gouvernails avant et arrière, la propulsion est assurée par deux moteurs Daimler à combustion interne de 14,2 chevaux, chacun actionnant deux hélices montées sur l'enveloppe. Le contrôle du tangage se fait par un poids de 100 kg suspendu sous l'enveloppe, amovible vers l'avant et l'arrière. Les passagers et l'équipage sont dans deux cabines en aluminium de 6,2 mètres de long suspendues à l'avant et à l'arrière.
La construction débute le 17 juin 1898 avec la livraison des premières tranches de l'ossature par l'usine Berg. La structure est achevée le 27 janvier 1900. Le gonflement des ballons de gaz a lieu en juin, avec un volume de 11 300 m3 d'hydrogène. Le dirigeable effectue son premier vol le 2 juillet avec aux commandes le capitaine Hans Bartsch von Sigsfeld  du Battaillon prussien d'aéronefs.

## Activité

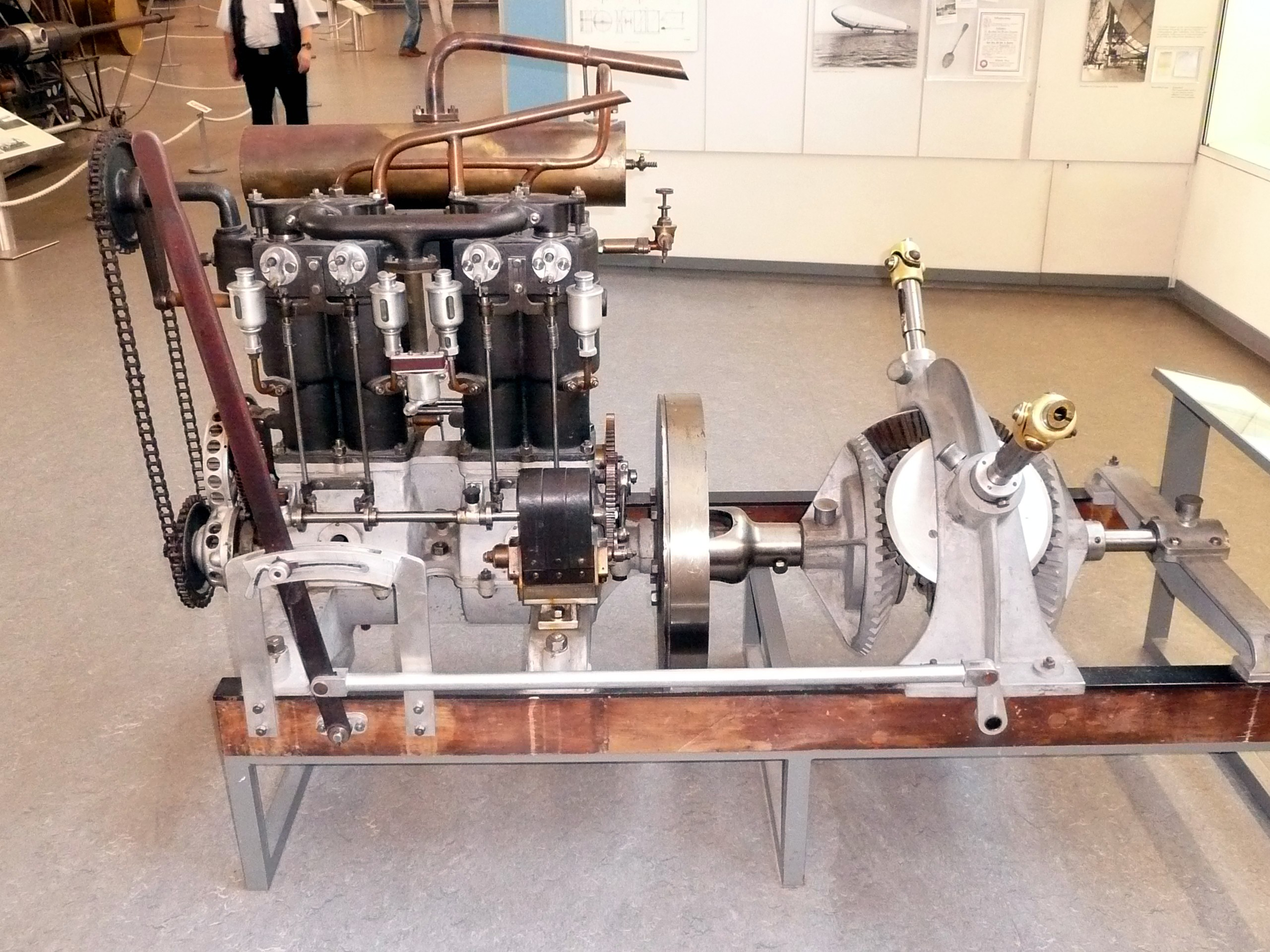
Un des moteurs du LZ 1 conservé au Musée Allemand de Munich.

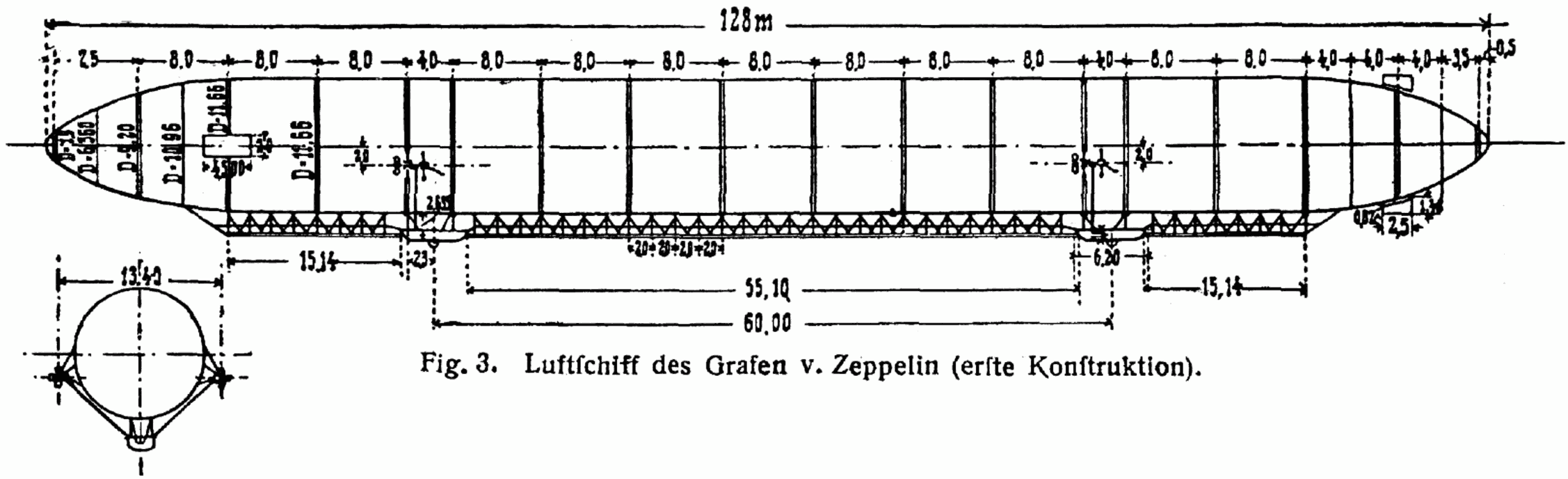
Plan du LZ 1, Lexikon der gesamten Technik, deuxième édition 1904–1920,.

Le premier vol met en évidence de graves défauts dans la structure, aussi on essaye d'y remédier en intégrant la passerelle entre les deux cabines dans une structure rigide en forme de quille. En même temps, le poids amovible passe à 150 kg, les gouvernails arrière latéraux sont déplacés sous l'enveloppe, et un volet de profondeur est fixé sous le nez de l'appareil.
Lors du premier essai, le dirigeable emporte cinq personnes, atteint une altitude de 410 mètres et parcourt 5,95 km en 17 minutes, mais lors du vol le poids mobile se bloque et un des moteurs tombe en panne, le vent oblige alors à un atterrissage en urgence. Après les réparations et les modifications, le dirigeable vole encore deux fois les 17 et 24 octobre, faisant preuve de ses capacités en battant le record de vitesse de 6 mètres par seconde (22 km/h) détenu alors par le dirigeable militaire français La France. Mais les investisseurs potentiels ne sont pas convaincus. Dans l'impossibilité de lever des fonds, von Zeppelin fait procéder au démantèlement du LZ 1, vend la ferraille et l'outillage, et liquide la société.